# ぶんドキ
『ぶんドキ』（ぶんドキ）は、2023年4月3日から大分県内のNHK総合テレビジョンで生放送されているNHK大分放送局制作による『NHKニュース』のニュース情報番組である。

## 番組概要
『いろどりOITA』の後継番組で、2023年4月3日放送開始。
2023年5月15日より、NHKプラスの「ご当地プラス（九州・沖縄エリア）」において見逃し配信を開始した。

## キャスター

### 平日
- 宮崎大地[4]（大分局アナウンサー）
- 三雲紫恩[4]（大分局契約キャスター・隔週） （いろどりOITAから続投）
- 早川愛[4]（大分局契約キャスター・隔週）
- 竹野彩楽[4]（大分局契約キャスター・リポーター）
- 宮本明日佳[4]（大分局契約キャスター・スポーツキャスター）
- 伊藤理紗子（オフィス気象キャスター気象予報士）

### 土曜・日曜
- 大分放送局のアナウンサーが交替で出演するが、近年は同放送局の契約キャスターが出演している。

### 過去の出演者
| 期間      | 期間      | アナウンサー | キャスター（隔週交替） | キャスター（隔週交替） | リポーター | スポーツ   | 気象情報   |
| --------- | --------- | ------------ | ---------------------- | ---------------------- | ---------- | ---------- | ---------- |
| 2023.4.3  | 2024.3.29 | 宮崎大地     | 西垣光                 | 早川愛                 | 三雲紫恩   | 川又優     | 熊澤里枝   |
| 2024.4.1  | 2025.3.28 | 宮崎大地     | 西垣光                 | 早川愛                 | 三雲紫恩   | 川又優     | 伊藤理紗子 |
| 2025.3.31 | 現在      | 宮崎大地     | 早川愛                 | 三雲紫恩               | 竹野彩楽   | 宮本明日佳 | 伊藤理紗子 |

## 放送時間
- 平日 18:10 - 19:00[4]
- 土曜・日曜 18:45 - 18:59[4]
  - 祝日・年末年始は休止し、18:45 - 18:59（年末年始は18:50 - 19:00）に拠点の福岡放送局から『ニュース・気象情報（九州・沖縄）』を同時ネットする。
  - 土曜・日曜の18:53 - 18:55の東京からの全国の気象情報はネットしていない[5]。
  - また平日であっても、特別編成が組まれる春の大型連休の谷間やお盆、年末年始（12月28日までと1月4日以降）には番組自体を休止して18:45 - 18:59に福岡放送局から『ニュース・気象情報（九州・沖縄）』を同時ネットするか、『いろどりOITA』時代の末期と同様に35分繰り下げ・短縮（18:45 - 18:59）とした上で週末版の体裁で放送するかのどちらかの対応が取られる。週末版についても春の大型連休やお盆、年末年始と重なる場合は休止となり、穴埋めとして18:45 - 18:59（年末年始は18:50 - 19:00）に福岡放送局から『ニュース・気象情報（九州・沖縄）』を同時ネットする。
  - その他にも、平日の場合前述の事象以外にも特設ニュースなどで短縮・休止となるか特設ニュースなどを挟んだ2部構成で放送される場合もある。さらに、毎年8月9日が平日と重なる場合は18:10 - 18:45に長崎原爆の日に関する長崎局制作の九州沖縄ブロックネットの特集番組を同時ネット[6]するため、35分繰り下げ・短縮しての放送となる。
  - 2023年12月25日 - 28日は、平日ではあるものの年末年始期間の特別編成により土日と同様の時間帯（18:45 - 18:59）で放送された[注釈 3]。但し、2024年1月4日 - 5日は、通常の時間帯で放送[注釈 4]。

## 主なコーナー
- スポドキ（月曜）
  - 大分トリニータの試合の結果を含めた県内のスポーツに関する話題を紹介するコーナー。
- 石丸謙二郎のおおいた彩発見[4]
- 財前直見のおおいた暮らし彩彩[4]
- 減災スクラム[4]
- 見ちょくれ 聞いちょくれ[4]
- こちら、モヤモヤ探偵局[4]
- やみつき自転車旅[7]